# (13921) Sgarbini
(13921) Sgarbini (1985 RP) – planetoida z pasa głównego asteroid okrążająca Słońce w ciągu 3,47 lat w średniej odległości 2,29 j.a. Odkryta 14 września 1985 roku.